# اندیس گچ خاکی رحمت آباد سفید آبه
گچ خاکی رحمت آباد سفید آبه یک اندیس مصالح ساختمانی است که در  استان سیستان و بلوچستان قرار دارد و مادهٔ معدنی موجود در آن، گچ است.سنگ میزبان این اندیس تبخیریها است و دیرینگی آن به دوران کواترنری می‌رسد. 